# Ces gens-là
 Ces gens-là  (фр. «Ті люди»)— це пісня бельгійського франкомовного поета та співака Жака Бреля.
Французький рок-гурт «Noir Désir», зробив власну інтерпретацію цієї пісні. У 1998 році вона потрапила на Aux suivants - триб'ют-альбом французьких артистів до творчості Бреля. Тоді ж, цей трек, був виданий як промо-сингл. Також вона є на бокс-сеті En route pour la joie.

## Композиції
1. Ces Gens-Là 	(5:12)